# Provincia de Java Central
Java Central (indonesio: Jawa Tengah) es una de las provincias de Indonesia. Su capital es Semarang. La provincia está densamente poblada, la mayoría de la población es de etnia javanesa y está comprometida con el Islam en un 95%. Además de la capital de la provincia, Semarang, hay otras ciudades importantes como Surakarta, Purwodadi, Tegal y Pekalongan.
Es una provincia dedicada a la agricultura, entre otros, se cultivan arroz, trigo, caña de azúcar y tabaco. En las ciudades también hay industriales. Un papel importante cumple el turismo.
Del pasado budista de la región dan testimonio los templos de Borobudur. En los siglos XV y XVI, el islam se instaló en la provincia. A finales del siglo XVI, Jawa Tengah estaba bajo el dominio del Imperio de Mataram, el actual Yogyakarta. En 1746 los holandeses ocuparon el norte de la región, en el siglo diecinueve tomaron el sur. Desde la independencia de Indonesia, en 1949, es la provincia de Jawa Tengah.

## Territorio y población
La provincia tiene una población de 31.820.000 personas y una extensión territorial de 32.548,20 kilómetros cuadrados. La densidad poblacional es de 977,6 habitantes por kilómetro cuadrado.